# Camilla Rosatello
Camilla Rosatello (Saluzzo, 28 de mayo de 1995) es una jugadora de tenis
.
Su mejor clasificación en la WTA fue la número 225 del mundo, que llegó el 7 de agosto de 2017. En dobles alcanzó número 84 del mundo, que llegó el 20 de noviembre de 2023. Hasta la fecha, no ha ganado títulos a nivel WTA, en la ITF tour a logrado un individual y treinta y ocho títulos de dobles.

## Títulos WTA (0; 0+0)

### Dobles (0)
| Leyenda              |
| -------------------- |
| Grand Slam (0)       |
| Juegos Olímpicos (0) |
| WTA Finals (0)       |
| WTA 1000 (0)         |
| WTA 500 (0)          |
| WTA 250 (0)          |

#### Finalista (2)
| N.º | Fecha               | Torneo    | Superficie    | Pareja             | Oponentes en la final              | Resultado |
| --- | ------------------- | --------- | ------------- | ------------------ | ---------------------------------- | --------- |
| 1.  | 23 de julio de 2023 | Palermo   | Tierra batida | Angelica Moratelli | Yana Sizikova Kimberley Zimmermann | 2-6, 4-6  |
| 2.  | 23 de mayo de 2025  | Marruecos | Tierra batida | Angelica Moratelli | Maya Joint Oksana Kalashnikova     | 3-6, 5-7  |

## Títulos WTA 125s
| Leyenda  | Individuales | Dobles |
| -------- | ------------ | ------ |
| WTA 125s | 0            | 2      |

### Dobles (2–1)
| Resultado | Fecha                    | Torneos         | Superficie    | Pareja             | Oponentes en la final                   | Resultado         |
| --------- | ------------------------ | --------------- | ------------- | ------------------ | --------------------------------------- | ----------------- |
| Campeona  | 17 de septiembre de 2023 | Bucarest        | Tierra batida | Angelica Moratelli | Valentini Grammatikopoulou Anna Sisková | 7-5, 6-4          |
| Finalista | 25 de febrero de 2024    | Puerto Vallarta | Dura          | Angelica Moratelli | Iryna Shymanovich Renata Zarazúa        | 2-6, 6-7(1)       |
| Campeona  | 30 de marzo de 2024      | Antalya         | Tierra batida | Angelica Moratelli | Tímea Babos Vera Zvonareva              | 6-3, 3-6, [15-13] |